# Itoplectis provocator
Itoplectis provocator là một loài tò vò trong họ Ichneumonidae.